# Leon Radzinowicz
Leon Radzinowicz, Sir (Łódź, 1906. augusztus 15.- Haverford, 1999. december 29.)  lengyel származású brit kriminológus.

## Életpályája
Łódźban, Lengyelországban született. 1924-től a párizsi, 1926-tól a genfi, ezután a római egyetemen tanult. 1938-ban költözött Cambridgebe és az angolszász büntetési rendszert tanulmányozta. A második világháború kitörése után végleg Angliában maradt.  A Cambridge-i Egyetem kutatási igazgatóhelyettese volt 1946 és 1949 között. 1949 és 1959 között ő volt a bűnügyi tudományok tanszékének vezetője. 1959 és 1973 között a kriminológia professzoraként tanított, 1960 és 1972 között pedig a Kriminológiai intézet igazgatója volt. 1966 és 1975 között a Columbia Egyetemen a jogtudományok és a kriminológia docenseként dolgozott.   1970-ben avatták lovaggá.
Haverfordban hunyt el, Pennsylvania államban.

## Emlékezete
A Parish of the Ascension Burial Ground-ban temették el Cambridgeben, feleségével, Isolde-dal együtt.

## Külső hivatkozások
- Sir Leon Radzinowicz Papers Archiválva 2015. szeptember 25-i dátummal a Wayback Machine-ben